# アガ・ブリヤート自治管区
アガ・ブリヤート自治管区（ロシア語: Агинский-Бурятский автономный округ, ブリヤート語: Агын Буряадай автономито тойрог, Aga Buryatia）はロシア連邦、ザバイカリエ地方に帰属する自治管区。行政の中心はアギンスコエ（人口11,717人）。

## 概要
- 面積 19,312.3km²
- 人口 67,000人
- 人口密度 3.5人/km²

## 標準時
この地域は、イルクーツク時間帯の標準時を使用している。時差はUTC+8時間で、夏時間はない。（以前はヤクーツク時間を採用していて、2011年3月までは標準時がUTC+9で夏時間がUTC+10、2011年3月から2014年10月までは通年UTC+10であった）

## 地理
シベリア南東部に位置し、モンゴルとの国境に近い。チタ州に囲まれている。

## 住民
2002年の統計では、人口の62.52%をブリヤート人が占める。そのほか、ロシア人（35.13%）、タタール人（0.54%）など。

## 歴史
一帯は1648年にロシアの支配下に入り、ロシア人の入植が始まった。
1937年に自治管区が設置される。

## 産業
住民は伝統的に馬やラクダの飼育に従事しており、今日でも重要な産業である。金やビスマスの採掘も行なわれている。